# Autobesitat
L'obesitat vehicular o autobesitat és la tendència d'augment de la mida i el pes dels automòbils. El pes mitjà dels cotxes venuts a Europa va augmentar un 21% entre 2001 i 2022.

## Conseqüències
Entre les conseqüències d'un major pes i mida dels cotxes es troben:
- Una pitjor qualitat de l'aire, fins i tot amb vehicles elèctrics, ja que els vehicles més pesats tenen un major consum energètic i alliberen més partícules de pneumàtics i frens.[4][5]

- Menys seguretat viària, ja que els vehicles més pesats tenen una major energia cinètica i els vehicles més alts tenen més probabilitats de colpejar als vianants al cap i al tronc o fins i tot no poder observar nens petits que queden per sota de l'angle de visió del conductor.[6][7] A més, els vehicles més grans tenen més probabilitats de atropellar als vianants degut a que en girar tenen una pitjor visibilitat.[8]

- Problemes d'aparcament per a altres vehicles, ja que no caben en les places d'aparcament típiques, ocupant-ne diverses.[9]

- Major consum d'espai públic, promovent ciutats més disperses i creant encara una major dependència energètica i de l'automòbil.[10]

## Explicacions
Un conductor individual pot triar un cotxe més gran per la seva seguretat personal, per tenir més espai o per comoditat. No obstant això, un cotxe més gran genera una amenaça per a la seguretat dels altres usuaris, el que els empenyeria a triar també cotxes més grans, generant un cercle viciós.

## Accions governamentals per contrarestar l'autobesitat
- A partir de 2024 París cobrarà majors tarifes d'aparcament per als SUV.[12]

- Un informe del Parlament Europeu de 2023 proposa introduir un nou permís de conducció de "categoria B+" per als cotxes que pesin més de 1,800 quilos.[13]